# 山崎暁三郎
山崎 暁三郎（やまざき ぎょうざぶろう、1864年9月9日（元治元年10月28日） - 没年不詳）とは、明治時代から大正時代にかけての東京の地本問屋。号は寒英。

## 来歴
室蘭生まれ。1868年（慶応4年）に上京し、1873年（明治6年）11月3日から大黒屋平吉で働く。1890年（明治23年）3月に退職して独立。同年6月28日に国華堂を創業し、錦絵の仲買と画本の出版業を営む。1891年（明治24年）に永島春暁作の大判3枚続錦絵「東京浅草寺并ニ公園地凌雲閣ノ高塔其他近傍吾妻橋遠景之真図」を版行している。他に歌川国利、菱川春宣の錦絵などを出版している。1896年（明治29年）11月以降から金融商品取引業に転じるが、1909年（明治42年）2月11日から再び出版業を営む。

## 作品
- 菱川春宣 「伽噺桃太郎」 大判3枚続 1890年(明治23年)  江戸東京博物館所蔵
- 歌川国利 「国会議事之図」 大判 1890年
- 歌川国利 「新板昼夜尽」 大判  明治
- 歌川国利 「新板倹客尽」 大判  明治
- 歌川国利 「福神宝乃蔵い里」 大判  明治
- 歌川国利 『教育画形 文字絵』 中本1冊 1892年(明治25年)
- 山崎暁三郎編 「明治天皇御一代絵巻」 ※ 1912年（大正元年）国華堂発売
- 「世界大乱戦争地図」 ※地図、1914年(大正3年)法令館書店発売